# 弗里德里希·楚·艾林波
弗里德里希·阿尔布雷希特·格拉夫·楚·艾林波（德語：Friedrich Albrecht Graf zu Eulenburg，1815年6月29日—1881年6月2日），是德国的外交官、政治家，曾担任普魯士內政部長，他1861年率领使团来华与崇纶、崇厚签订《中德通商条约》。